# Pioggia d'estate
Pioggia d'estate és una pel·lícula italiana del 1937 dirigida per Mario Monicelli amb el pseudònim Michele Badiek.
Aquesta és la primera pel·lícula dirigida en solitari per la Monicelli, de vint-i-un anys, que havia codirigit dos anys abans I ragazzi di via Pal.

## Repartiment
- Raniero Barsanti
- Aristide Frigerio
- Franca Taylor
- Ermete Zacconi
- Ernes Zacconi

## Distribució
No sembla que la pel·lícula s'hagi estrenat mai als cinemes. Considerat perduda, el 2011 l'investigador i director Riccardo Mazzoni va trobar 98 clips per a un total d'uns 400 fotogrames a l'arxiu privat del fill del director de fotografia i editor Manfredo Bertini, que, encara que insuficients per reconstruir la trama, retornen diversos suggeriments visuals de la pel·lícula.